# アラメンゴ
アラメンゴ（伊: Aramengo）は、イタリア共和国ピエモンテ州アスティ県にある基礎自治体（コムーネ）。

## 地理

### 位置・広がり

#### 隣接コムーネ
隣接するコムーネは以下の通り。括弧内のTOはトリノ県所属を示す。
- アルブニャーノ
- ベルツァーノ・ディ・サン・ピエトロ
- カザルボルゴーネ (TO)
- コッコナート
- パッセラーノ・マルモリート
- モランセンゴ＝トネンゴ（トネンゴ）

#### 地震分類
イタリアの地震リスク階級 (it) では、4 に分類される
。

## 行政

### 分離集落
アラメンゴには、以下の分離集落（フラツィオーネ）がある。
- Canova, Gonengo, Marmorito, Boi, Quasso, Ozzano, Valore, Tana, Roletto, Brozzo, Eivà, Masio, Pratorotondo, Canuto, Braia, Perello alto,Perello basso, Piacentino, Bonino